# Небесні ластівки
«Небесні ластівки» (рос. «Небесные ласточки») — радянський двосерійний музичний комедійний телефільм 1976 року, поставлений на кіностудії «Ленфільм» режисером Леонідом Квініхідзе на основі оперети «Мадемуазель Нітуш» написаної французьким композитором Флорімоном Ерве на лібрето Анрі Мейака і Альберта Мійо і 

## Сюжет

### Перша серія. «Пансіон»
У невеликому містечку є театр вар'єте і розквартирований полк військових. Неподалік знаходиться монастир з пансіоном «Небесні ластівки», де під строгим оком черниць навчаються хороших манер і етикету дівчата з благородних сімей.
Деніза де Флорін — одна з кращих вихованок монастиря, на думку педагогів і самої ігумені, старанна і скромна дівчина. Але насправді вона — пустунка, яка мріє не про шлюб і «виконання сімейного обов'язку», а про сценічну кар'єру.
Спів у пансіоні викладає скромно одягнений і побожний мсьє Селестен. Ніхто з черниць не знає, що він же, під псевдонімом Флорідора, пише музику для театральних вистав з легковажними і аж ніяк не богословськими сюжетами. Тільки кілька старших вихованок, у тому числі Деніза, знають таємницю Селестена-Флорідора.
В один прекрасний день Деніза дізнається про рішення своїх батьків забрати її з пансіону і видати заміж за незнайомого їй молодого офіцера. Відвезти дівчину в місто і відправити на поїзді в Париж доручають мсьє Селестену.

### Друга серія. «Вар'єте»
Залишивши Деніз у готелі, маестро йде вирішувати свої театральні справи — ввечері очікується прем'єра вистави з його музикою. Засмучена несподіваними змінами у власному житті, які не збігаються з її мріями, дівчина не може всидіти в готельному номері і наважується наодинці відвідати театр — усі ролі, всі музичні партії в сьогоднішній виставі вона знає напам'ять.
У театрі тим часом назріває грандіозний скандал — виконавиця головної ролі Коріна, яка раніше прихильно приймала знаки уваги Селестена і відкидала по-офіцерськи прямолінійні залицяння майора Альфреда Шато-Жебюса, почувши в антракті від подружки-пліткарки, що маестро бачили в готелі з молодою особою, шаленіє, демонстративно свариться з директором і йде з майором, заявивши, що не гратиме «в цій бездарній п'єсці». Вистава опиняється на межі зриву, але становище рятує Деніза, що з'явилася в театрі (вона представилася як «мадемуазель Нітуш»), яку проводить за лаштунки лейтенант Фернан Шамплатре. Директор, не бачачи іншого виходу, випускає її на сцену в другій дії, дівчина рятує виставу, більш того, публіка приймає її з величезним ентузіазмом.
Не сівши внаслідок усіх подій попереднього вечора в поїзд до Парижа, Селестен і Деніза повертаються в пансіон. Туди ж незабаром приїжджає лейтенант Шамплатре. Виявляється, лейтенант, який теж мав виїхати до Парижа, щоб з волі батьків одружитися з невідомою йому Денізою де Флорін, вихованицею «Пансіону ластівок», вчора в театрі з першого погляду закохався в мадемуазель Нітуш, і тепер бажає оголосити, що не може одружитися з Денізою. Деніза просить у настоятельки можливості поговорити зі своїм нареченим, щоб «наставити його на шлях істинний», і в розмові наодинці відкривається йому.

## У ролях
- Ія Нінідзе —  Деніза де Флорін, вона ж мадемуазель Нітуш  (озвучила роль і співає — Олена Дріацька)
- Андрій Миронов —  Селестен, він же Флорідор
- Ірина Губанова —  Кароліна, настоятелька пансіону шляхетних дівчат «Небесні ластівки»
- Людмила Гурченко —  Коріна, вона ж Коко, прима
- Сергій Захаров —  Фернан Шамплатре, лейтенант (роль озвучив —  Олег Басілашвілі)
- Олександр Ширвіндт —  Альфред Шато-Жебюс, майор, брат настоятельки Кароліни
- Ера Зіганшина —  Урсула
- Гелена Івлієва —  Генрієтта
- Борис Льоскін —  Густав Крісто, капітан
- Євген Шпитько —  Мішель Гутьє, капітан
- Ілля Рахлін —  директор театру-вар'єте  (роль озвучив — Володимир Татосов)
- Нонна Дзнеладзе — дружина директора театру
- Антоніна Аксьонова —  Сільвія, актриса вар'єте, подруга Коко
- Людмила Давидова —  Лідія
- Ансамбль балету Ленінградського Державного академічного театру опери і балету ім. С. М. Кірова
- Ансамбль балету Ленінградського Державного театру музичної комедії
- Ленінградський Державний Мюзик-хол
  - Художній керівник —  Ілля Рахлін

## Знімальна група
- Автор сценарію і режисер-постановник — Леонід Квініхідзе
- Головний оператор — Микола Жилін
- Головний художник — Борис Биков
- Музика — Віктор Лебедєв
- Хореографія —  Святослав Кузнєцов
- Вірші —  Володимира Уфлянда
- Вокальні партії: Олена Дріацька, Ольга Вардашева, Людмила Невзгляд
- Естрадно-симфонічний оркестр Ленінградського Комітету з телебачення і радіомовлення
  - диригент —  Анатолій Кальварський,  Лео Корхін
- Ленінградський вокальний ансамбль, керівник — Валентин Акульшин
- Директор картини — Георгій Гуров